# Municipio de Orland (Dakota del Sur)
El municipio de Orland (en inglés: Orland Township) es un municipio ubicado en el condado de Lake en el estado estadounidense de Dakota del Sur. En el año 2010 tenía una población de 93 habitantes y una densidad poblacional de 1 personas por km².

## Geografía
El municipio de Orland se encuentra ubicado en las coordenadas 43°53′4″N 97°10′44″O / 43.88444, -97.17889. Según la Oficina del Censo de los Estados Unidos, el municipio tiene una superficie total de 93.16 km², de la cual 92,69 km² corresponden a tierra firme y (0,51 %) 0,48 km² es agua.

## Demografía
Según el censo de 2010, había 93 personas residiendo en el municipio de Orland. La densidad de población era de 1 hab./km². De los 93 habitantes, el municipio de Orland estaba compuesto por el 100 % blancos. Del total de la población el 0 % eran hispanos o latinos de cualquier raza.